# Le Dirdir
Le Dirdir (titre original The Dirdir) est un roman de science-fiction de l'auteur américain Jack Vance publié aux États-Unis en 1969 puis paru en France en 1971. Ce roman est le troisième volume du Cycle de Tschaï, après Le Chasch et Le Wankh.
Adam Reith, un Terrien échoué sur la planète Tschaï, cherche par tous les moyens un vaisseau pour regagner sa planète natale. Après de nombreux échecs, son compagnon Anacho lui suggère une nouvelle idée : aller cueillir des bulbes de sequins dans la réserve de chasse des Dirdirs. Le projet, certes très risqué, pourrait leur rapporter des centaines de milliers de sequins : de quoi affréter un astronef.

## Résumé
Adam Reith, Traz Onmale et Anacho, l'Homme-Dirdir, ont trouvé refuge chez le peuple Lokhar, dans la ville de Smargash dans le Cachan. Adam Reith a toujours pour projet de trouver un astronef pour rejoindre la Terre. Il retient la suggestion d'Anacho : aller à Sivishe, une cité sous contrôle Dirdir, pour acheter une épave et la réparer avec des techniciens compétents. Le financement du projet reste problématique. Anacho évoque alors les Carabas, une zone de chasse des Dirdir, au nord du Kislovan, dans laquelle poussent les fleurs à sequins, les « chrysospines ».
Les trois compagnons trouvent alors des traceurs Dirdirs dans leurs vêtements et comprennent qu'ils sont traqués. Ils partent au plus vite pour le secteur des Carabas afin de récolter les sequins nécessaires à la réalisation du projet d'Adam Reith. Les trois compagnons utilisent un chariot motorisé pour sortir de Smargash et se dirigent vers l'ouest. Ils se font passer pour des Serafs à la recherche de racines d'asofa et pénètrent dans l'hostile pays des gouffres.
Repérés par un glisseur Dirdir, Adam Reith, Traz Onmale et Anacho se cachent dans une grotte putride qui semble être le repaire d'un Phung. Les cinq Dirdirs descendent de leur vaisseau et se mettent à leur recherche, équipés de boucliers. Soudain, un Phung de deux mètres de haut fait irruption dans la grotte. Les trois compagnons se croient perdus. Le Phung les épargne et se lance à l'assaut des Dirdirs qui fouillent les environs de la caverne. La bataille fait rage et Adam Reith se joint à la mêlée. Le Phung et les Dirdirs s'entretuent.
Les trois compagnons volent le glisseur Dirdir, survolent à basse altitude l'océan Draschade et se dirigent vers la ville de Maulk, sur Kislovan, aux portes des Carabas. Ils atterrissent dans la région du peuple Khor et laissent leur vaisseau sous bonne garde. Ils prennent un transport en chariot à moteur pour se rendre à Maust et y acheter le matériel dont ils ont besoin pour leur chasse aux sequins. Les Carabas, la terre de chasse des Dirdirs, sont une vaste étendue qui comprend la Terrasse méridionale, les Collines du souvenir, Khusz, le camp des chasseurs Dirdirs, la Forêt de la Frontière.
Adam Reith sait que les chances de survie des humains sont faibles face aux brutaux chasseurs Dirdirs. Il ourdit un plan ingénieux. Les trois compagnons creusent une profonde fosse sur la route qu'empruntent les Dirdirs pour rallier leur campement. Ils recouvrent la fosse de branchages et Traz Onmale sert d'appât. Lorsque les Dirdirs tombés dans le piège sont tués, les trois acolytes récupèrent les sequins en leur possession. Ils font ainsi quatorze prises en trois jours. Lors de la dernière opération, ils échappent de peu aux représailles des autres chasseurs Dirdirs et réussissent in extremis à franchir le « Portique des Clartés » qui marque la limite du territoire de chasse autorisée. 
Avec un butin de plus de 200 000 sequins, ils regagnent la ville de Maulk, accompagnés par Issam le Thang qui vante le mérite et la discrétion de son auberge. Après une nuit agitée pendant laquelle Issam le Thang a essayé de leur voler leurs sequins, en vain, les trois compagnons fuient la ville de Maulk, quadrillée par les Dirdirs à la recherche des hommes qui ont massacré leurs congénères.
Ils retrouvent leur glisseur chez les Khors et cinglent vers l'ouest, en direction de la ville de Siviche. Arrivés dans l'île de Siviche, ils contemplent Héï, la cité Dirdir, définie par un immense bâtiment central construit entièrement en verre, appelé la « Boîte de verre » et entouré de hautes tours de couleur, les habitations des clans Dirdirs. Les trois compagnons cachent leurs sequins dans un souterrain et rencontrent Aïla Woudiver qui leur fait visiter les Chantiers Astronautiques du Grand Siviche. Sous la direction du vieux Deïne Zarre, ils achètent une coque et l'équipement nécessaire pour construire un vaisseau spatial Dirdir. L'argent vient à manquer et Aïla Woudiver présentent des factures de plus en plus élevées. Adam Reith doit donc retourner dans les Carabas pour y chercher le reste de son butin, caché au pied d'un arbre.
À son retour, Anacho a disparu. Après une altercation avec Aïla Woudiver à propos du mythe de l'œuf primordial, la marchand a dénoncé Anacho aux Dirdirs qui l'ont immédiatement emmené dans la Boîte de Verre pour y servir de gibier aux chasseurs Dirdir. Adam Reith et Traz Onmale sauvent leur compagnon à grands coups d'explosif et rentrent au hangar. Deïne Zarre est en colère contre Aïla Woudiver parce que le marchand a fait enlever ses neveu et nièce, il se joint aux trois compagnons et tous se rendent chez l'Homme-Dirdir. Tombés dans un piège, Deïne Zarre meurt tandis que les trois autres sont faits prisonniers. Aïla Woudiver les livre aux Dirdirs. Adam Reith crie « dr'ssa dr'ssa dr'ssa », l'appel Dirdir à un arbitrage. L'Excellence Dirdir désigne alors un Immaculé pour servir d'arbitre.  Adam Reith refuse l'arbitrage et tue l'Immaculé, prouvant aux Dirdirs qu'il a raison[pas clair]. Ensuite, un Dirdir exige d'utiliser les trois compagnons comme gibier au seul bénéfice du clan de Thisz qui a perdu beaucoup de chasseurs dans les embuscades des Carabas. Encore une fois, Adam Reith demande un arbitrage et défie l'arbitre, un Dirdir de haute caste, une Excellence. Adam Reith tue l'Excellence à la surprise générale et provoque une rumeur dans la foule mi-humaine mi-Dirdir rassemblée autour du groupe. Conformément à la coutume Dirdir, la victoire d'Adam Reith contre son arbitre l'innocente, lui et ses compagnons. Ils repartent libres, emmenant avec eux Aïla Woudiver, attaché à une chaîne dans son hangar. Ils lui ordonnent que les travaux de réparations avancent normalement.